# Smerp
Smerp is een buurtschap in de gemeente Hollands Kroon in de Nederlandse provincie Noord-Holland.
Smerp ligt net ten zuiden van Stroe en ten noordwesten van Hippolytushoef. Smerp is een van de oudste veldnamen die in Wieringen bekend is. Een grote plaats is Smerp nooit geworden. In 1840 woonden er twintig mensen, anno 2005 zijn dat er niet veel meer. Van de oorspronkelijk betekenis van de plaatsnaam is eigenlijk niet zoveel bekend. Er wordt algemeen gedacht dat er Smer een verwijzing is naar etter of pus. De p zou komen van een kreek die mogelijk gelopen heeft, de p zou van de wateraanduiding suffix -apa zijn.
Dorpen en gehuchten: Anna Paulowna · Barsingerhorn · Breezand · Den Oever · Haringhuizen · Hippolytushoef · De Haukes · Kleine Sluis · Kolhorn · Kreil · Kreileroord · Lutjewinkel · Middenmeer · Moerbeek · Nieuwe Niedorp · Nieuwesluis · Oosterklief · Oosterland · Oude Niedorp · Slootdorp · Smerp · Stroe · De Strook · Terdiek · Tolke (deels) · Van Ewijcksluis · Vatrop · 't Veld · Verlaat (deels) · Westerklief · Westerland · Wieringerwaard · Wieringerwerf · Winkel · Zijdewind

Buurtschappen: Blokhuizen · Dam · De Belt · De Bomen · De Elft · Emaus · Gelderse Buurt · De Gest · Groetpolder · Hanedoes · De Heid · De Hoelm · Hogebieren · Hollebalg · De Kampen · Langereis (deels) · De Leijen · Lutjekolhorn · Mientbrug · Noord-Stroe · Noordburen · Noorderbuurt · De Normer · Poolland · Spoorbuurt · Tin · Vennik (deels) · Wateringskant · De Weel (deels) · De Weere · Westeinde  · Zandburen

Noord-Holland: Steden en dorpen    Nederland: Provincies · Gemeenten